# 콘수엘로 벨라스케스

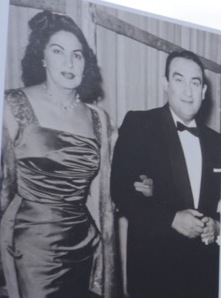

콘수엘로 벨라스케스(Consuelo Velázquez, 1916년 8월 21일 ~ 2005년 1월 22일)는 멕시코의 여성 피아노 연주자, 작사가, 작곡가, 편곡가이다.

## 이력
1935년 피아노 연주자 첫 데뷔를 하였다.

## 유명세
그녀는 보통적으로 대한민국 국내에서는 〈베사메 무초〉라는 곡의 작곡자로 널리 잘 알려져 있다.